# Eugenio Bergamasco
Eugenio Bergamasco (Vercelli, 15 aprile 1858 – Milano, 11 giugno 1940) è stato un politico italiano.
Fu deputato dal 1900 al 1913, quando fu nominato senatore. Tra il 1921 e il 1922 fu ministro della Marina nel Governo Bonomi I.